# باول ترولوب
باول ترولوب (بالإنجليزية: Paul Trollope)‏ هو مدرب كرة قدم ولاعب كرة قدم بريطاني في مركز الوسط، ولد في 3 يونيو 1972 في سويندون في المملكة المتحدة. شارك مع منتخب ويلز لكرة القدم. أما مع النوادي، فقد لعب مع ديربي كاونتي وسويندون تاون وغريمسبي تاون وكريستال بالاس وكوفنتري سيتي ونادي بريستول روفيرز ونادي توركي يونايتد ونادي فولهام ونورثامبتون تاون.

## وصلات خارجية
- باول ترولوب على موقع الاتحاد الدولي (مؤرشف)  (الإنجليزية)
- باول ترولوب على موقع قاعدة بيانات كرة القدم.إي يو (الإنجليزية)
- باول ترولوب على موقع ناشيونال فوتبول تيمز (الإنجليزية)
- باول ترولوب على موقع Soccerbase.com (لاعب) (الإنجليزية)
- باول ترولوب على موقع Soccerbase.com (مدرب) (الإنجليزية)
- باول ترولوب على موقع عالم كرة القدم.نت (الإنجليزية)